# ولادیمیر گئورکیان
ولادیمیر گئورکیان (ارمنی: Վլադիմիր Գեւորգյան؛ بلاروسی: Уладзімір Геваркян؛ زادهٔ ۱۴ دسامبر ۱۹۵۵ در برست) بازیکن بازنشسته فوتبال در پست هافبک و مربی فعلی فوتبال ارمنی‌تبار اهل بلاروس است.

## باشگاهی

### بازی
از باشگاه‌هایی که در آن بازی کرده‌است می‌توان به تورپیدو-بلاز ژودزینا اشاره کرد.

### مربی‌گری
از باشگاه‌هایی که در آن مربی‌گری کرده‌است می‌توان به داینامو برست، بلشیتا بابرویسک و پارتیزان مینسک اشاره کرد.